# Nördliches Wietingsmoor
Das Nördliche Wietingsmoor ist ein ehemaliges Naturschutzgebiet in den niedersächsischen Städten Twistringen und Sulingen und den Gemeinden Ehrenburg in der Samtgemeinde Schwaförden, Eydelstedt in der Samtgemeinde Barnstorf und den Gemeinden Freistatt und Wehrbleck in der Samtgemeinde Kirchdorf im Landkreis Diepholz.

## Allgemeines
Das Naturschutzgebiet mit dem Kennzeichen NSG HA 200 war 1599 Hektar groß. Es war vollständig Bestandteil des FFH-Gebietes „Wietingsmoor“ und des EU-Vogelschutzgebietes „Diepholzer Moorniederung“. Im Südwesten grenzte es an das Naturschutzgebiet „Freistätter Moor“ und im Süden teilweise an das Landschaftsschutzgebiet „Weddigeloh“. Das Gebiet stand seit dem 20. Februar 1969 unter Naturschutz. Zum 2. November 2018 ging es im neu ausgewiesenen Naturschutzgebiet „Nördliches und Mittleres Wietingsmoor, Freistätter Moor und Sprekelsmeer“ auf. Zuständige untere Naturschutzbehörde war der Landkreis Diepholz.

## Beschreibung
Das Hochmoorgebiet im Wietingsmoor liegt zwischen Twistringen, Sulingen und Barnstorf in der Diepholzer Moorniederung. Die Hochmoorflächen im ehemaligen Naturschutzgebiet sind großflächig abgetorft worden bzw. wurden nach der Unterschutzstellung weiter abgetorft. Die abgetorften Flächen wurden teilweise kultiviert und werden überwiegend extensiv als Grünland genutzt. Daneben finden sich auch ackerbaulich genutzte Flächen sowie Heideflächen, in den zentralen Bereichen des Moorgebietes ist aber auch Hochmoor erhalten. Die vom Torfabbau betroffenen Hochmoorbereiche werden nach dem Ende der Nutzung wiedervernässt und so renaturiert.
Das Gebiet wird über Gräben und die Bargeriege und die Tüske und Wagenfelder Aue zur Hunte, den Schweringhäuser Bach, Kuhbach und Kleine Aue und die Flöte mit Moorkanal und den Wietinghäuser Graben zur Großen Aue und weiter zur Weser entwässert.